# Celeste Plak
Celeste Plak (* 26. Oktober 1995 in Tuitjenhorn) ist eine niederländische Volleyballspielerin. Sie spielt auf der Position Außenangriff/Annahme. Sie gewann die niederländische und die italienische Meisterschaft und stand mit der Nationalmannschaft zweimal im Endspiel der Europameisterschaft.
Der Volleyballspieler Fabian Plak ist ihr jüngerer Bruder.

## Erfolge Verein
Niederländischer Pokal:
- 2013

Niederländische Meisterschaft:
- 2014

Italienischer Pokal:
- 2016, 2018, 2019

Italienische Meisterschaft:
- 2017
- 2018, 2019

Italienischer Supercup:
- 2017

CEV Champions League:
- 2019[3]

## Erfolge Nationalmannschaft
Europameisterschaft:
- 2015, 2017

World Grand Prix:
- 2016

## Einzelauszeichnungen
- 2016: MVP Italienischer Pokal